# Карахамза (вилает Лозенград)
Вижте пояснителната страница за други значения на Карахамза.
Карахамза (на турски: Karahamza, Kırklareli, Карахамза) е село в Източна Тракия, Турция, околия Лозенград, вилает Лозенград.

## География
Селото се намира на 25 километра северозападно от вилаетския център Лозенград (Къркларели).

## История
В XIX век Карахамза е българско село в Хавсенска кааза на Одринския вилает на Османската империя. Според „Етнография на вилаетите Адрианопол, Монастир и Салоника“, издадена в Константинопол в 1878 година и отразяваща статистиката на населението от 1873 година, Карахамза (Cara Hamza) има 110 домакинства и 96 и  мюсюлмани и 526 българи.
Според статистиката на професор Любомир Милетич в 1912 година в Карахамза живеят 90 български екзархийски семейства.
Българското население на Карахамза се изселва след Междусъюзническата война в 1913 година. 29 семейства (163 души) се заселват в Бургаска околия.

## Личности
Родени в Карахамза
- Димитър Хрисотв (1876 - ?), деец на ВМОРО, участник в Илинденско-Преображенското въстание в 1903 година с четата на Лазар Маджаров в Одринско[4]